# Camí de roses
Camí de roses (original: Primrose Path) és una pel·lícula estatunidenca de Gregory La Cava estrenada el 1940 i doblada al català. Marjorie Rambeau fou guardonada a l'Oscar a la millor actriu secundària per la seva interpretació en aquest film.

## Argument
Al si d'una família de classe popular i treballadora, Ginger Rogers intenta eludir la seva condició i el seu destí traçat: la prostitució. Ellie May, filla d'una prostituta i d'un alcohòlic que amenaça de suïcidar-se (acabarà matant la seva dona accidentalment), s'enamora d'Ed Wallace (Joel McCrea), pragmàtic home en un modest restaurant local. Després d'un matrimoni fet a corre-cuita, Ellie May es decideix a presentar-li la seva família allotjada en una llardosa casa situada a Primrose Path, un barri reservat llavors als porto-riquencs. Les presentacions es desenvoluparan malament i el jove fugirà caçat per una àvia proxeneta i malèvola que ha criat "al millor possible" una germana delectant-se en la ignomínia familiar. Després de la mort de la seva mare (Marjorie Rambeau), la valenta Ellie May acabarà trobant l'amor d'Ed Wallace, que requerirà finalment la responsabilitat de la família.

## Repartiment
- Ginger Rogers: Ellie May Adams
- Joel McCrea: Ed Wallace
- Marjorie Rambeau: Mamie Adams
- Henry Travers: Gramp
- Miles Mander: Homer Adams
- Queenie Vassar: Àvia
- Joan Carroll: Honeybell Adams
- Vivienne Osborne: Thelma
- Carmen Morales: Carmelita
- Nestor Paiva (no surt als crèdits): Gerent del Bluebell